# Vicente Feliu i Roig
Vicente Feliu i Roig (València, 22/07/1899 – Benicarló, 19/04/1991), més conegut com el Mestre Feliu, va ser un músic valencià compositor, director de banda i professor així com creador de diferents emblemes musicals a Benicarló.

## Biografia
Vicent Feliu Roig va nàixer a València el 22 de juliol de l'any 1899. Essent el menut de cinc germans, el Mestre Feliu (com se'l coneixeria a Benicarló) va estar en contacte amb la música des de ben menut per l'afició del seu pare a les bandúrries. Amb tan sols cinc anys va entrar a formar part de l'Escolania dels Salesians a València, on va poder realitzar els seus estudis. Un poc més tard, amb set anys, ja tenia el paper de Concertino (primer violí) a l'Orquestra de l'Escolania.
Durant l'any 1906, amb tan sols nou anys, es preparava oposicions per tal d'accedir a l'escola Patriarca San Juan de Ribera, on finalment va entrar reeixidament i va poder cursar els seus estudis de cant i de solfeig de la mà de Francisco Peñarroya, professor del Conservatori de València. Així mateix, continuà la seua educació musical estudiant violí, harmonia i composició amb altres professors de renom.
L'any 1926, durant dos mesos, va ser el director de la Banda de Villar del Arzobispo (València). Successivament, el 1927 guanyà l'oposició de director de l'Associació Musical Ciutat de Benicarló, banda que va dirigir durant trenta-nou anys i amb la qual, amb molta dedicació i treball, va aconseguir guanyar dos premis en Certàmens Provincials de bandes. Cal destacar també que va promoure una gran animació al panorama musical al poble de Benicarló, fundant l'Escola de música, la primera orquestra de corda del poble, un cor aficionat o la formació d'un grup de jazz.
Va morir l'any 1991 i, pel gran reconeixement que va adquirir la seua obra, la Conselleria de Cultura, l'any 1998 acordà anomenar “Mestre Feliu” al Conservatori Professional de Música de Benicarló.

## Composicions
Pel que fa a la seua obra, destaca per la diversitat ja que la seua creació musical abasta gèneres molt variats (sarsueles, suites, cançons populars, pas-dobles i composicions de
gènere religiós). En suma, es registren trenta-sis obres compostes al llarg de la seua trajectòria musical.
La família del Mestre Feliu va cedir l'obra al poble de Benicarló i en va fer dipositària a l'Associació Musical Ciutat de Benicarló per a conservar i difondre l'obra del músic. Avui les obres del compositor es poden consultar als arxius d'aquesta associació.

### Gènere religiós
- Ave María: Aquest Ave Maria és una de les darreres obres del compositor, que com es pot comprovar no abandonà el gènere religiós al llarg de la seva etapa compositiva. Composta per a baríton en acompanyament d'harmònium, va realitzar una orquestració per a set instruments una tercera menor ascendent respecte a la tonalitat original. Les partitures que es conserven són: Partitura de baríton amb acompanyament d'harmònium. Baríton. Violí 1r. Violí 2n "A". Violí 2n "B". Violoncel. Contrabaix. Flauta. Clarinet.
- Calicem Salutaris: Es tracta d'una obra religiosa per a veu tenor mes acompanyament d'orgue composta a principis de 1927 quan el compositor encara vivia a València. És un peça de curta durada però molt rica harmònicament, aportant-li un alt grau d'expressivitat. Posteriorment, el compositor va realitzar una orquestració per a un conjunt de vuit instruments. D'aquesta forma, els papers que es conserven són: Partitura de tenor amb acompanyament d'orgue, tenor, orgue, violí 1r, Violí 2n, Viola, contrabaix, flauta, clarinets i saxo alt.
- Cantantibus: Motete a Santa Cecilia, Patrona dels músics. És una peça de curta durada, amb dos parts clarament diferenciades: una primera on canta el cor conjuntament acompanyat de l'orgue i una segona amb un solo de veu tenor. El motet finalitza amb la reexposició del tema. Era una peça que solia interpretar-se durant la missa que es realitza el dia de Santa Cecilia. Les parts que es conserven són: Tenor 1r, tenor 2n, baixos. violí 1r, violí 2n, cello, contrabaix, flauta i clarinet.

- Letanía Santísimo Sacramento
- Panis Angelicus:[2]
- Pastores del prado
- Rosario coral
- Salve Padre la voz de tus hjos
- San Juan Bosco
- San Juan de Ribera
- Santa Teresa
- Trisagio a la Santísima Trinidad
- Tu es sacerdos in eternum

### Sarsueles
- A les 7 en l'Harem: aquesta sarsuela està dividida en sis parts: Cançó i dansa mora, rumba, cant flamenc i cançó de les gitanes. Únicament es conserva la reducció per a veu i acompanyament de piano.

- El Provecto: és una de les obres més importants de la producció de Vicent Feliu. Es tracta d'una sarsuela en un acte i en prosa dividida en tres quadres. Va ser per l'única obra que va cobrar drets d'autor i va ser estrenada a la ciutat de València el 16 de novembre de 1930. La lletra es de Miguel Ripoll Llàcer, un llibretista valencià d'importància en aquella època. Es desconeix l'orquestració que va realitzar ja que únicament es conserva la reducció de piano.

- La Capa de la Cibeles: va ser estrenada el 14 de juny de 1929 en Benicalap, tal com figura en la partitura que es conserva. Està dividida en tres quadres: Schotis, on sols intervé el grup instrumental, Cuplets de la capa i Duet de Mercedes i Manolo. Únicament es conserva la reducció per a piano i veus però per les indicacions que consten en la partitura és molt probable que es realitzés una instrumentació. L'obra mostra el caràcter burlesc i satíric de la cultura espanyola de principis de segle i, en especial, del Schotis madrileny. No es coneix l'autor de la lletra
- Los Limpias; aquesta sarsuela és la primera obra de composició que es conserva del catàleg de Vicent Feliu. Es va estrenar al col·legi del Salesians de València com altres obres de l'autor. No es conserva ni el guió ni el llibret de l'obra, per tant, no es coneix l'argument de la mateixa. Les vuit partitures que es conserven són: violí 1r, violí 2n, violoncel, contrabaix, flauta, clarinet, trompeta i trombó.

### Suites i obres instrumentals
- Cançons de Veremar
- Lo dia de l'Ermitana: Amb una extraordinaria versió[3] interpretada el 30 de setembre de 2007 per la Orquestra Simfònica de Peñíscola, i en una segona ocasió interpretada al Saló Gòtic del Castell de Peñíscola el 05 de maig de 2012. Lo dia de l'Ermitana és una de les obres més importants del repertori de Vicent Feliu. Es tracta d'una suite en tres temps que es basa en músiques populars de Peñíscola fent gala del Nacionalisme de l'època. Aquesta obra va ser seleccionada per participar en un concurs musical de Terrassa l'any 1928. Destaca en la seva composició la introducció del Piano com a instrument orquestral i es conserven, a més de la de piano, les partitures de Violins 1rs, Violins 2ns, Violes, Violoncells"A", Violoncells "B" i Contrabaixos.
- Memorias de Andalucía
- Tiempo de Sardana
- Danza la Festival de Peñíscola
- Rondo
- Fuga (a tres voces) para piano
- Minuetto de la Sonata en La

### Cançons
- Dúo de Teclita y Luisito
- Una negrita Camagüeyana

### Pas-dobles
- Benicarló
- El Puerto
- Floreal
- Folk Lore
- Los Payasos
- Marcant el pas
- Quien madruga
- Teresa Amparo
- Pérez Pina